# Johann Friedrich Grael
Johann Friedrich Grael, auch Grahl, Greel (* 9. Januar 1707 in Quilitz, heute Neuhardenberg; † 27. September 1740 in Bayreuth) war ein deutscher Baumeister des Barock.

## Leben

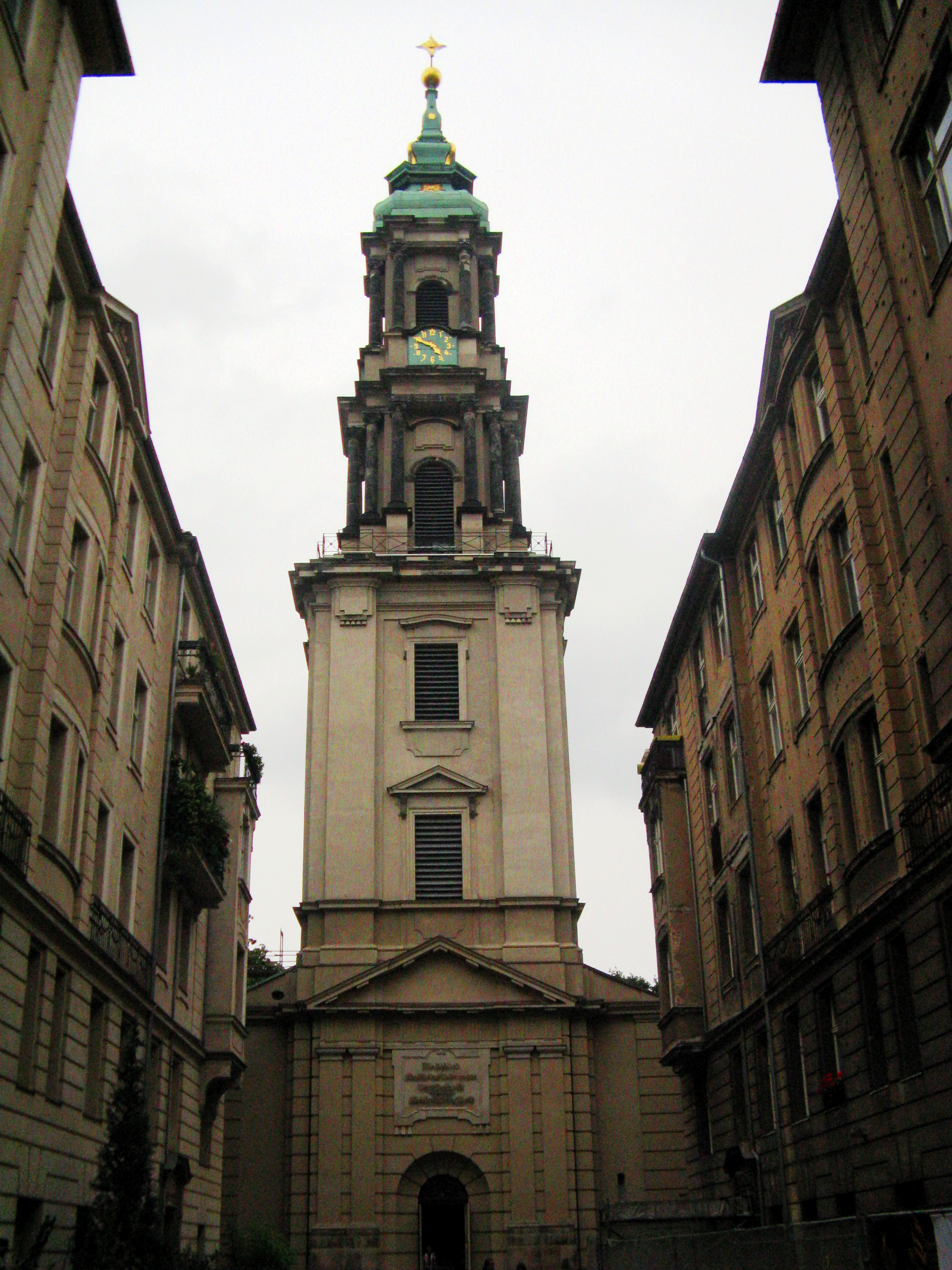
Turm der Sophienkirche in Berlin-Mitte

Grael wurde als Sohn des Hofgärtners von Markgraf Philipp von Brandenburg-Schwedt im heutigen Neuhardenberg geboren. Er wurde durch den Berliner Hofbau- und Schlossbaumeister Martin Heinrich Böhme (1676–1725) in der Baukunst unterrichtet und bereits als Achtzehnjähriger 1725 zum Nachfolger seines verstorbenen Lehrers als Hofbaumeister bestimmt. Da des ansonsten sparsamen Soldatenkönigs Friedrich Wilhelm I. bauliche Ambitionen hohe Kirchtürme waren, schickte er den jungen Grael zum Studium hoher Turmbauten 1730 nach Straßburg und 1731 nach Halberstadt, Dresden und Frankfurt am Main. Graels Hauptwerke waren die Türme der Heiliggeistkirche in Potsdam, der Sophienkirche und der Petrikirche in Berlin. Für den Petrikirchturm erarbeitete Grael den Entwurf, der unter der Bauleitung von Philipp Gerlach am 28. August 1734 jedoch einstürzte. Eine eingesetzte Untersuchungskommission bestätigte die Korrektheit von Graels Entwurf, dennoch wurde er im Januar 1735 für einige Tage in Potsdam inhaftiert und danach des Landes verwiesen. Nach vorübergehendem Aufenthalt in Schwedt am Hof des Markgrafen von Brandenburg-Schwedt trat er durch dessen Vermittlung am 13. Februar 1736 als Baudirektor von Bayreuth in die Dienste des Markgrafen von Brandenburg-Bayreuth, als der er allerdings nur wenige Jahre später erst 33-jährig an den Folgen der Wassersucht verstarb.

## Werke
- Entwürfe und Bauleitung für den Turm der Petrikirche in Berlin (1727–1731), 1734 eingestürzt;  die Kirche wurde im Zweiten Weltkrieg beschädigt und 1964 in der DDR zerstört
- Entwurf für den Brunnen auf dem Roßmarkt in Stettin (1730)
- Innenräume im Berliner Stadtschloss (1732), im Zweiten Weltkrieg zerstört
- Turm der Heilig-Geist-Kirche in Potsdam (1732–34), im Zweiten Weltkrieg zerstört
- Turm der Sophienkirche in Berlin (1732–34), erhalten
- Reit- und Exerzierhalle Schwedt (Entwurf 1731, Bauleitung 1735–36)
- Umbau des Alten Schlosses der Bayreuther Eremitage (1736)
- Entwurf für das Jagdschloss Kaiserhammer (1739)

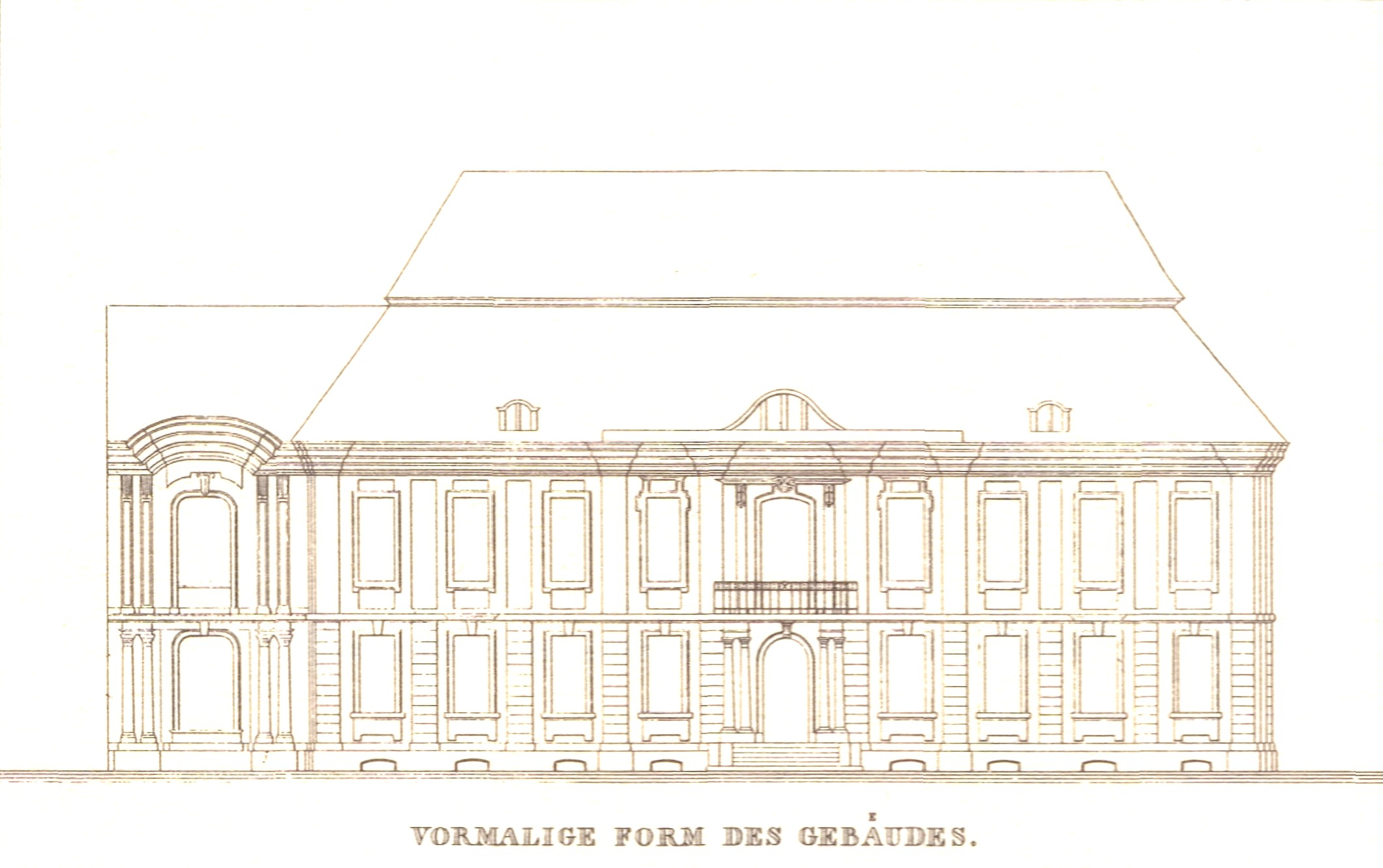
Palais Kameke (späteres Palais Redern), Unter den Linden

- Palais Kameke (späteres Palais Redern), Unter den Linden, Privatbauten in Berlin (alle nicht erhalten):
  - Palais Kameke (später Palais Redern) am Pariser Platz/Ecke Unter den Linden (1729–1736)
  - Palais Borck-Saldern, ebenso am Pariser Platz/Ecke Unter den Linden
  - Palais Grumbkow, Königsstraße (heute Rathausstraße)
  - Eberbachsches Haus, Königsstraße (heute Rathausstraße)
  - Weizelsches Haus, Spandauer Straße
  - Palais Creutz, Klosterstraße